# Máxima dos Países Baixos
Máxima Zorreguieta Cerruti (Buenos Aires, 17 de maio de 1971) é a esposa do rei Guilherme Alexandre e Rainha Consorte dos Países Baixos desde 2013.
Em 30 de abril de 2013, a rainha Beatriz abdicou e a princesa Máxima tornou-se rainha consorte dos Países Baixos devido à ascensão de seu marido ao trono como rei Guilherme Alexandre. É a primeira rainha de origem argentina.
Em 15 de agosto de 2024, o Max (serviço de streaming) lança no Brasil a série Máxima, drama monárquico sobre a trajetória de vida de Máxima Zorreguieta. A atriz argentina Delfina Chaves é quem interpreta a rainha.

## Família
Nascida em Buenos Aires, capital da Argentina, Máxima Zorreguieta Cerruti é a filha mais velha do político e fazendeiro Jorge Zorreguieta e de sua segunda esposa, María del Carmen Cerruti. Ela tem dois irmãos, uma irmã (1984-2018) e três meias-irmãs.

## Educação

### Primeira educação
Estudou na escola secundária do Colégio Northlands em Buenos Aires.

### Ensino superior
Máxima graduou-se em Economia pela Pontifícia Universidade Católica da Argentina, em 1995. Trabalhou para grandes companhias internacionais de finança em seu país, em Nova Iorque e na Europa.

### Idiomas
A sua língua materna é o castelhano. Fala também com fluência o neerlandês e o inglês.

## Carreira profissional
De 1989 a 1990, quando ainda estava na universidade, trabalhou para a empresa Mercado Abierto SA, onde realizou investigações sobre software para mercados financeiros. De 1992 a 1995, trabalhou no departamento de vendas da empresa Boston Securities SA em Buenos Aires. Ainda, ensinou inglês a crianças e adultos, e matemática a alunos da secundária e estudantes do primeiro ano de carreira.
Depois de terminar os estudos mudou-se para Nova Iorque onde de julho de 1996 a fevereiro de 1998, Máxima trabalhou para a HSBC James Capel Inc., onde chegou a ser vice-presidente de vendas institucionais para a América Latina. Depois, até julho de 1999, foi vice-presidente da divisão de mercados emergentes da Dresdner Kleinwort Benson, especializada em renda variável. Depois passou a trabalhar no Deutsche Bank, onde chegou a ser vice-presidente de vendas institucionais. Desde maio de 2000 até março de 2001 permaneceu trabalhando no Deutsche Bank em Bruxelas.

## Namoro e casamento real

### Namoro
Máxima Zorreguieta e o príncipe Guilherme Alexandre conheceram-se em Sevilha, na Espanha, durante a Feira de Abril. Em uma entrevista, eles disseram que o príncipe se apresentou apenas como "Alexandre" e que ela não sabia que se tratava de um membro da realeza. Máxima pensou que ele estava brincando quando disse que era um príncipe.
Combinaram então um novo encontro, em Nova Iorque, onde Máxima trabalhava para o Deutsche Bank. O relacionamento amoroso entre eles aparentemente começou aí, mas a princesa não conheceu os pais de seu namorado, a rainha Beatriz e o príncipe Claus, por um tempo.

### Aparição pública
As notícias do relacionamento e dos planos de casamento causaram controvérsia nos Países Baixos. Máxima era, afinal, estrangeira, católica e filha de um ex-ministro da ditadura militar de Jorge Rafael Videla, embora ele não tivesse se envolvido diretamente nas atrocidades cometidas durante o governo Videla.
O parlamento neerlandês aprovou o matrimônio. Porém, o pai de Máxima decidiu não comparecer à cerimônia, e sua esposa, mãe de Máxima, também se ausentou.

### Nacionalidades e religião
Máxima obteve a nacionalidade neerlandesa em maio de 2001, provocando protestos, já que nenhuma concessão desse tipo antes do casamento era habitual no país (mas requerida pela lei para uma mulher da realeza). Sob circunstâncias normais, demoram-se alguns anos para se obter cidadania.
Máxima Zorreguieta foi também titulada princesa dos Países Baixos alguns dias antes de seu casamento, pela rainha Beatriz.
Diferentemente do que o povo acredita, Máxima manteve-se fiel à Igreja Católica, em vez de se converter à religião do príncipe. Contudo, ambos concordaram em educar seus filhos como protestantes.[carece de fontes?]
Os casamentos das princesas Irene e Cristina com homens católicos sem a aprovação do parlamento culminaram sua exclusão da linha de sucessão ao trono.[carece de fontes?]

### Casamento

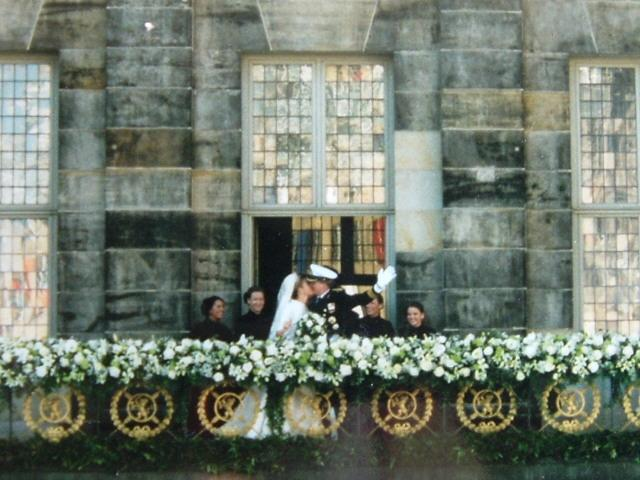
Casamento de Máxima Zorreguieta e do príncipe de Orange

O casal anunciou o noivado em 30 de março de 2001. A princesa falou com a nação em língua neerlandesa quase fluente, em transmissão ao vivo pela televisão.
Por decreto real, em 25 de janeiro de 2002, ela ganhou seu próprio brasão de armas e seu estandarte pessoal.
Máxima e Guilherme Alexandre casaram-se no dia 2 de fevereiro de 2002, em uma cerimônia civil em Beurs van Berlage, Amsterdã. A cerimônia religiosa, por sua vez, ocorreu em Nieuwe Kerk, também na capital.
O vestido de casamento da princesa foi desenhado pelo estilista Valentino Garavani.

### Descendência
O casal teve três filhas:
- Catarina Amália, nascida em 7 de dezembro de 2003, em Haia
- Alexia, nascida em 26 de junho de 2005, em Haia
- Ariana, nascida em 10 de abril de 2007, em Haia

### Residência
O Palácio de Eikenhorst é a residência dos reis de Orange, Guilherme Alexandre e Máxima e suas três filhas: Catharina-Amália, Alexia e Ariana.

## Vida como princesa e rainha

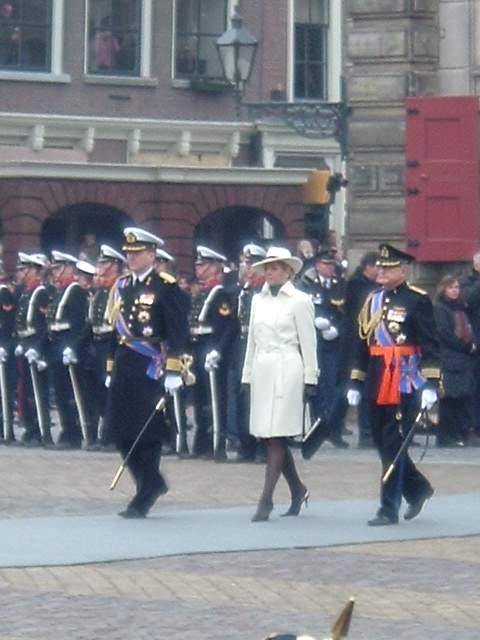
Máxima no funeral do príncipe Bernardo
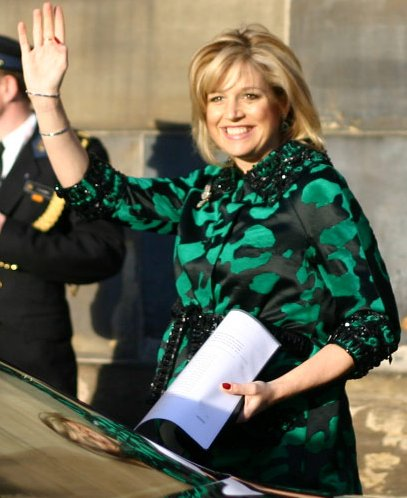
A princesa Máxima
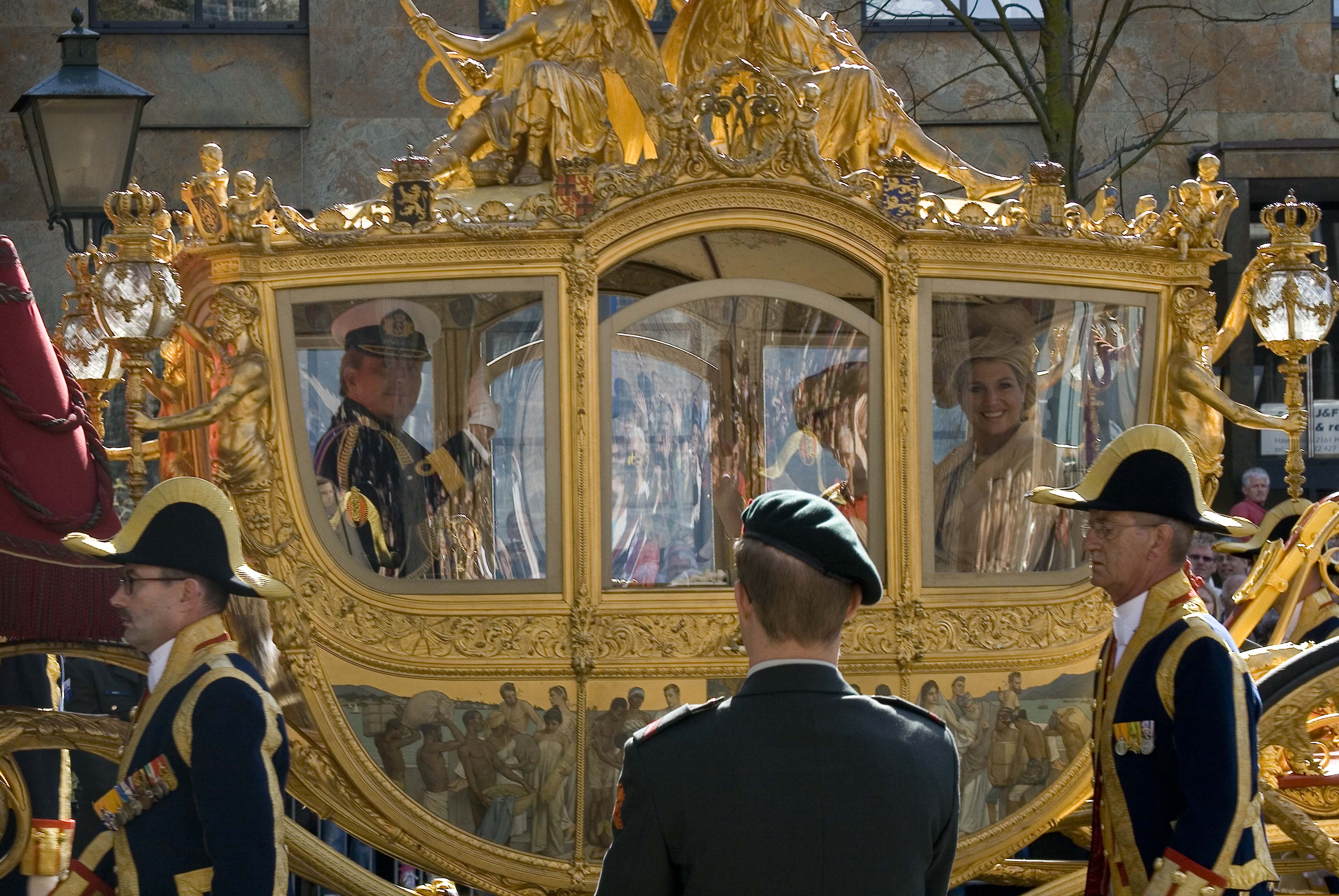
Os príncipes Willem Alexander e Máxima na carruagem real
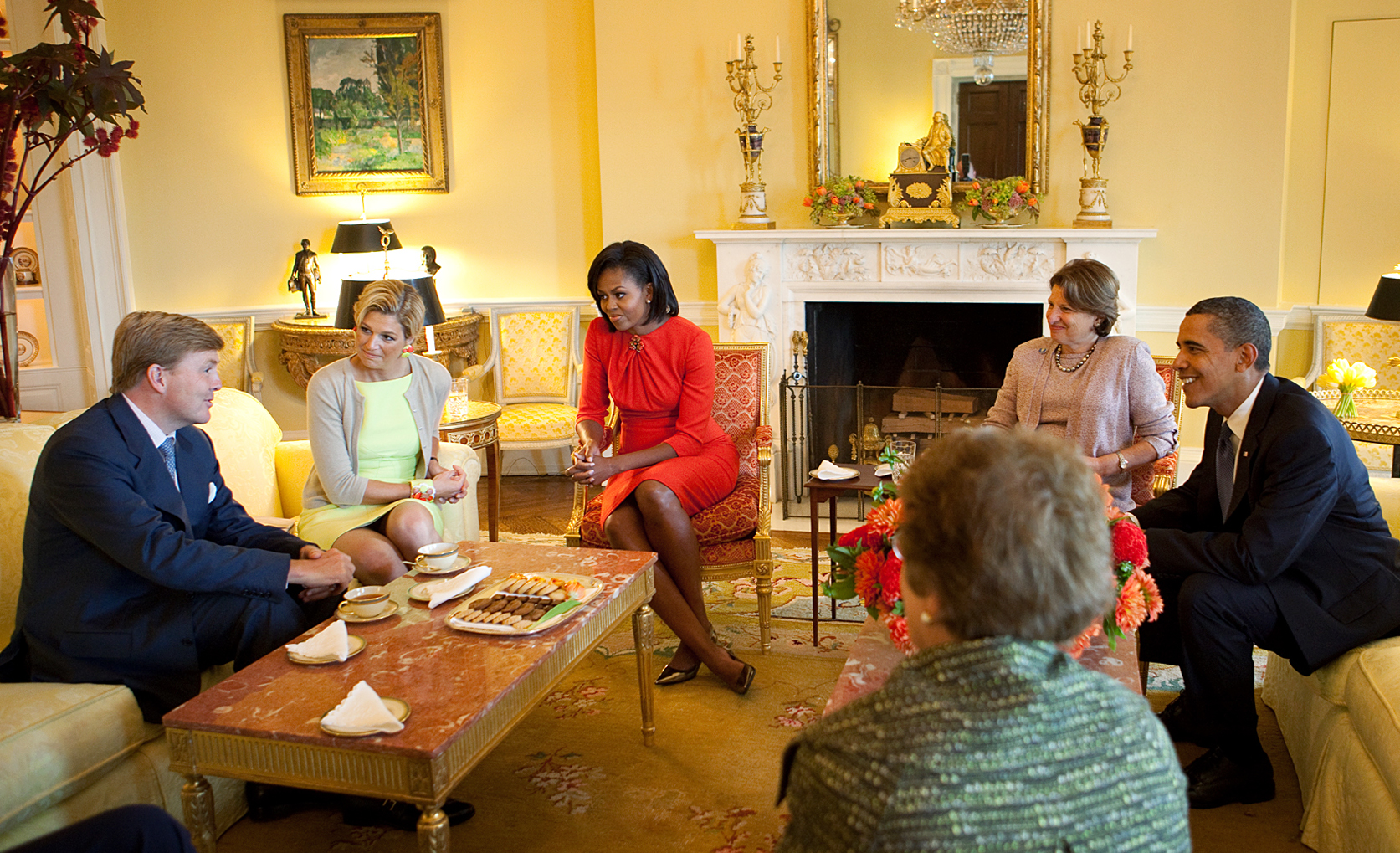
Máxima na Casa Branca em 11 de setembro de 2009

A rainha Máxima é uma voz ativa no mundo sobre a importância da inclusão financeira para reduzir a pobreza e alcançar metas de desenvolvimento. Nomeado em 2009 pelo secretário geral da ONU Ban Ki-moon, como conselheiro especial para o Fundo para o Desenvolvimento Inclusivo, Máxima trabalha com líderes governamentais, reguladores e supervisores financeiros, organizações intergovernamentais, parlamentos, sociedade civil, sector privado e os meios de comunicação para sensibilizar e promover a ação.
Como um torcedor especial, Máxima desempenha um papel de liderança na promoção das melhores práticas e políticas que aumentem o acesso ao financiamento de defesa do consumidor, e aumentar a educação adiantamento financeiro. A princesa defende bem, o acesso para que os indivíduos pequenas e médias empresas (PME), muitas vezes, os motores do crescimento nas economias locais e nacionais. Aborda estas questões durante as suas visitas aos países e fóruns internacionais como a ONU, FMI, Banco Mundial, o G20 eo FATF.

### Principais parceiros e secretariado
Um grupo de referência internacional um dos cinco principais parceiros apoiando o advogado especial em seu trabalho: o Grupo Consultivo para Assistência aos Pobres (CGAP), Fundo de Desenvolvimento das Nações Unidas (UNCDF), a ONU Departamento das Nações Unidas de Assuntos Económicos e Sociais (DESA), a Fundação Bill e Melinda Gates e a Aliança para a Inclusão Financeira (AFI). Princesa Máxima e os membros do grupo de referência trabalhar em estreita colaboração com vários parceiros nacionais e globais.
A UNSGSA pequeno escritório, com base no Fundo trabalha em estreita colaboração com o secretariado da princesa para coordenar as atividades das Nações Unidas no domínio das finanças inclusive.

### Inclusão financeira nos Países Baixos
A rainha Máxima também aumenta a consciência sobre a importância da inclusão financeira em seu próprio país. A princesa serviu no conselho holandês para as microfinanças desde 2006 para apoiar o empreendedorismo na Holanda. Ela incentiva a ampliação da formação apoio a novos empresários, bem como facilidades de crédito, que são os pilares das microfinanças na Holanda.
Desde 2008, a rainha Máxima tem estado envolvida na promoção da educação financeira na Holanda, especialmente para crianças e jovens. A princesa tornou-se presidente honorário em 2010 de 'CentiQ, mais sábio em "Assuntos Financeiros", uma associação nacional de bancos, escolas, governo, organizações de consumidores e instituições de pesquisa.

### Experiência nas Nações Unidas
Com base na sua experiência no sector bancário e dos mercados emergentes, a rainha Máxima foi membro do Grupo Consultivo do Ano Internacional das Nações Unidas do Microcrédito 2005. Ela viajou para ver programas de microcrédito em ação. De 2006 a 2009, a princesa apresentado no Grupo de Conselheiros da Organização das Nações Unidas sobre Inclusive Setores Financeiro, que procura abordar a agenda mais ampla de inclusão financeira. Ele era membro do Grupo Comitê Executivo do Conselho e presidiu o Grupo de Trabalho na defesa. Em 2008, a princesa das Nações Unidas apresentou o secretário-geral Ban Ki-moon, as recomendações do Grupo. Seus principais mensagens foram projetados para servir de orientação para os legisladores, os órgãos de supervisão, os parceiros de desenvolvimento eo setor privado. 
Questões importantes incluíram a necessidade de incentivar as pessoas a economizar, fortalecer os programas de empréstimos para simplificar as operações financeiras, e para educar os consumidores sobre e proteger contra riscos financeiros.
Para marcar o décimo aniversário do casamento do herdeiro da Holanda, a rainha Máxima é o tema de uma exposição sobre o papel que tem desenvolvido durante esta década na sociedade holandesa. A exposição, chamada "Máximo 10 anos na Holanda", como pode ser visto no Palácio Het Loo, na cidade de Apeldoorn, e consiste em fotos e vídeos que refletem o trabalho e atividades sociais da herdeira. A exposição foi inaugurada em 07 maio de 2011 pela rainha Beatriz e pode ser visitada até 4 de setembro de 2011.
O espaço de exposição é para a moda, exibindo cerca de 20 vestidos que a princesa Máxima tem usado desde a sua ligação hoje. A exposição também mostra a implicação social da princesa, por exemplo, em seu trabalho na Fundação Fonds Oranje.
Por outro lado, apresenta o papel desempenhado pela princesa na sociedade e da dinastia holandesa ao longo desta década. A história começa com o namoro e casamento da Argentina com o príncipe Willem-Alexander em 2002.

### Afilhados
A rainha Máxima é uma madrinha de:
- SA o príncipe Sverre Magno da Noruega
- Condessa Leonor de Orange-Nassau

## Rainha consorte dos Países Baixos

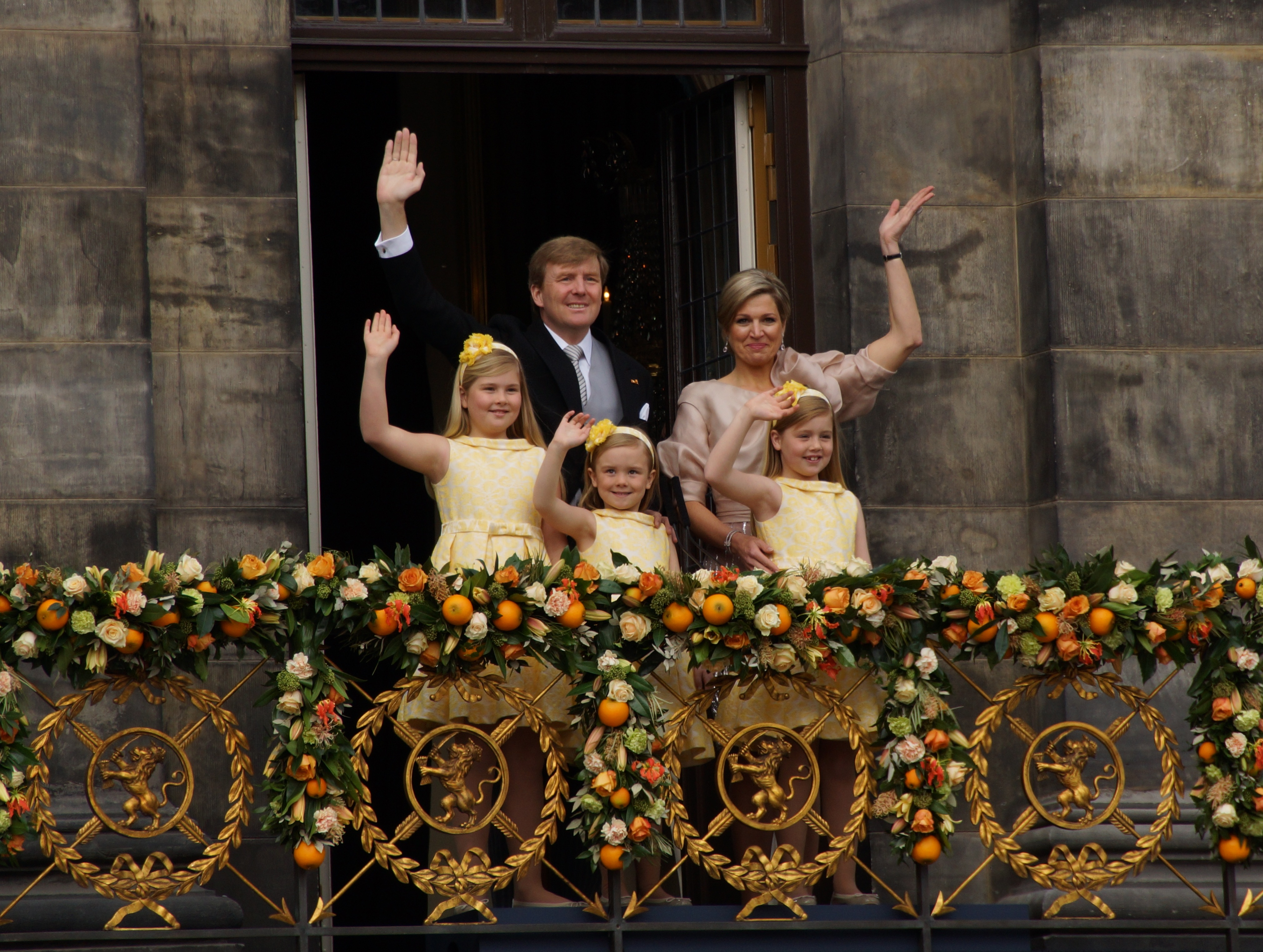
O rei Guilherme Alexandre, a rainha Máxima e as filhas no dia da coroação

Em maio de 2011, o parlamento dos Países Baixos autorizou que a princesa adquirisse o título de rainha assim que o seu marido, o então príncipe Guilherme Alexandre, Principe de Orange, ascendesse ao trono. Esta é uma iniciativa sem precedentes na monarquia neerlandesa já que até agora, os consortes só poderiam ostentar o título de príncipes ou princesas.
Em 30 de abril de 2013, a rainha Beatriz abdicou, e na subida do seu marido ao trono como rei Guilherme Alexandre, a princesa Máxima tornou-se rainha consorte dos Países Baixos.

## Ascendência nobre e real de Máxima

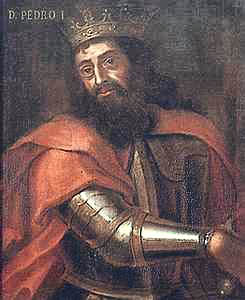
Pedro I de Portugal
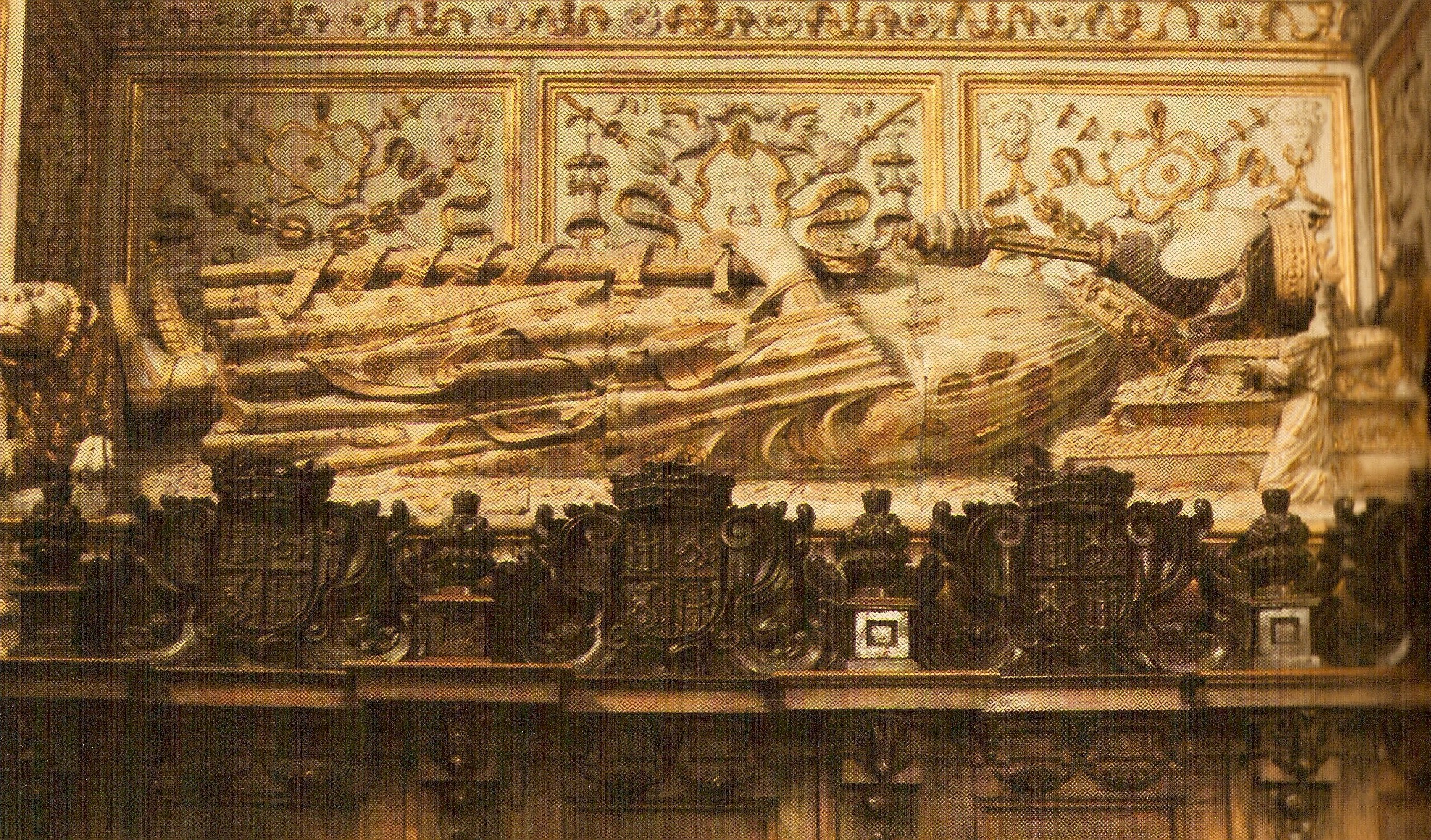
Henrique II de Castela (sepultura na Catedral de Toledo)
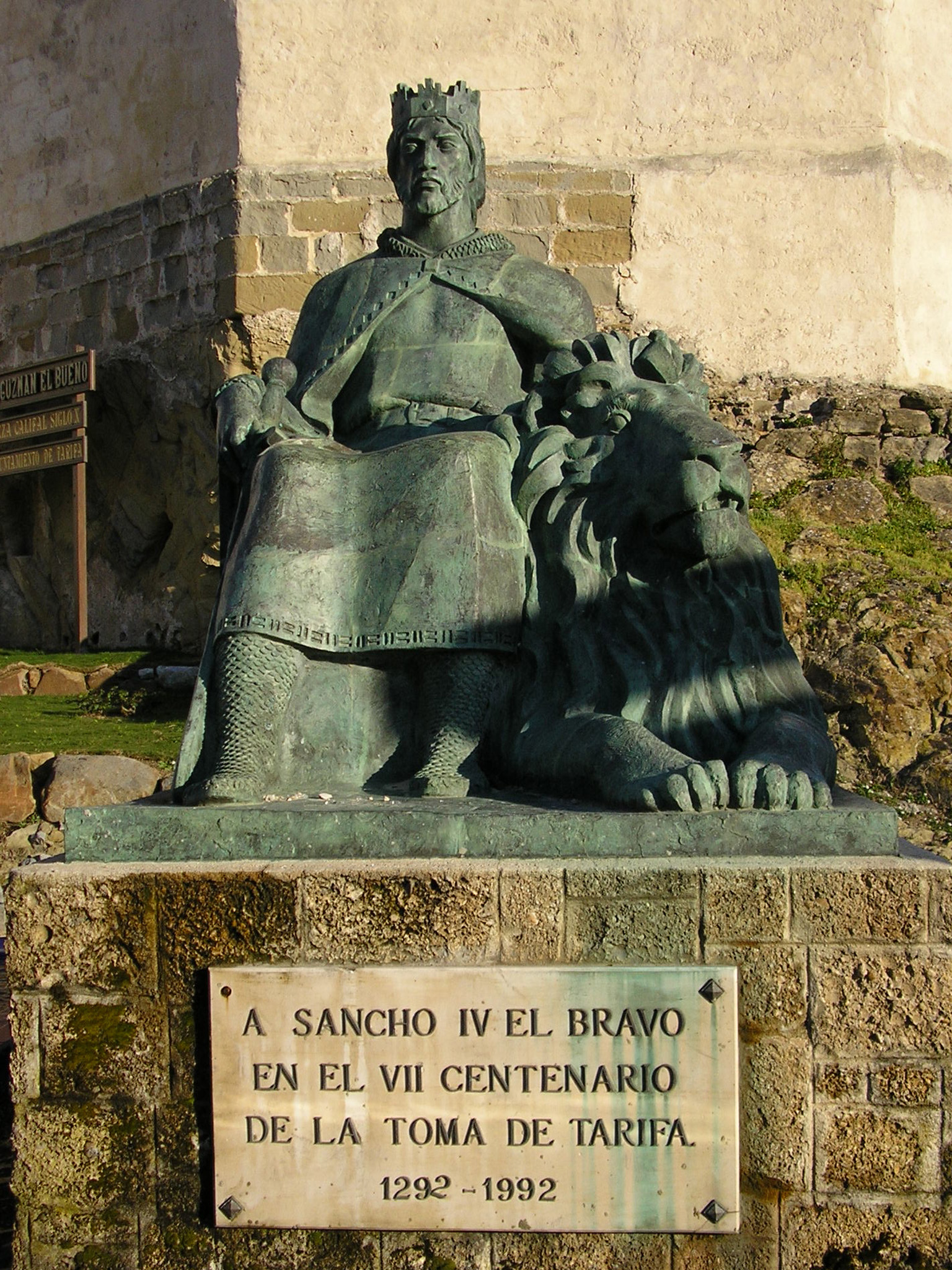
Sancho IV de Castela (estátua em Tarifa)

A rainha Máxima da Holanda tem ascendência basca pelo pai, cuja mansão original do primeiro documentado da linhagem, chamado Pedro de Zorreguieta I (m. 23 de janeiro de 1622), Senhor de Sorreguieta, casado com Catalina de Cascarraga (m. 24 de janeiro de 1622), é erguida na atual cidade de Guipúzcoa Elduayen, descendente de Máxima do bisneto segundogênito daqueles - Miguel de Zorreguieta Cascarraga Iriarte Eizaguirre e Echeverria Garaicoechea (Elduayen, 3 de abril de 1677) - do solar arraigada em Berrobi, onde casou a 11 de janeiro de 1698 com Maria de Alonsorena de Urrutia, sendo neto de - Juan Antonio de Zorreguieta Soroa e Gamboa Aguirre - que decidiu estabelecer-se em Tolosa (Guipúzcoa), casado com Maria Antonia Oyarzábal Sagastume com quem teria José Antonio Zorreguieta Oyarzábal (Tolosa Guipuzcoa, 13 de fevereiro de 1777) que se mudou para a América do Sul espanhola no final do século XVIII, especificamente no ano de 1791, na Província de Salta de Tucumán que fazia parte do vice-reinado do Rio de Prata.
O brasão da linhagem Zorreguieta que ainda está preservado na casa original de Elduayen - na aldeia Sorreguieta - descrita da seguinte forma: en campo de oro, un león pasante de sable, superado por dos aspas de gules.
Desde o casamento de Máxima com o rei Guilherme Alexandre dos Países Baixos, foi desenvolvido no Instituto Argentino de Ciências Genealógicas uma busca dos antepassados de Máxima entre os quais se encontram vários nobres. Algumas das conclusões a que se chegou foi que a família Zorreguieta vem do Reino de Espanha, uma vez que desde o imperador Carlos V, a categoria da nobreza universal, ou seja, a categoria da nobreza adquirida por os serviços ao reino, ou ao rei, e como no senhorio de Biscaia e Guipúzcoa houve também esse direito, em virtude de acomodar uma maior concentração de nobres e evitar que o número de estrangeiros não fidalgos dentro e entre as linhagens, por os quais todas as pessoas de Biscaia e Guipúscoa nasceram fidalgos.
Além disso, a pesquisa genealógica pode demonstrar a direta ascendência real da rainha Máxima, através de sua bisavó Máxima Blanca Bonorino Lobo y González de Isla (n. Buenos Aires, 1875) - casada com o prefeito da cidade de Mendoza, Amadeo Zorreguieta Maurín y Hernández Cornejo - e que descende da portuguesa Inês Nunes Cabral de Melo que se radicara então na província do Río de la Plata (atual Argentina). A tataravó desta última, cujo nome era Beatriz de Noronha e Andrade Abreu Eça, e quem por via paterna - Juan de Noronha - a leva até ao conde Alfonso Enríquez Noroña e seu pai o Rei Henrique II de Castela, da casa de Trastâmara e por via materna de Beatriz - Inés de Andrada y Abreu de Eça Brandão - até o infante Juan, Duque de Valência de Campos e os seus pais, o rei Pedro I de Portugal da casa de Borgonha e da sua nobre esposa Inês de Castro. Através da mãe deste último rei - ou seja Beatriz de Castela - vinculando-a diretamente com o rei Sancho IV de Leão e Castela, da espanhola casa de Borgonha e da muito nobre Maria de Molina.
A ascendência de Máxima conecta-a com vários presidentes e governadores argentinos - como Gervasio Antonio de Posadas, Carlos María de Alvear, Justo José de Urquiza, Santiago Derqui, Luis Saenz Peña e Dardo Rocha, entre outros - que partilham como ancestrais as irmãs nobres da Região Autônoma dos Açores: «Irmãs Cabral de Melo».
Outro nobre ascendente de Máxima Zorreguieta Cerruti foi a tataravó da cidade de Salta Maria de Jesús Hernández Cornejo (aprox. 1844) - casada com ol senador provincial Mariano Zorreguieta (Salta, 15 de agosto de 1830 - 1893) - que era uma descendente na sétima geração de Diego Hernández Cornejo del Carpio de León e de Mariana de Grado Carvajal Maldonado, sendo esta filha de Gaspar López de Carvajal e de Guiomar de Grado Maldonado y Páucar, e neta da princesa incaica Catalina Páucar Ocllo - e, portanto, bisneta de Túpac Yupanqui que foi o imperador Inca - casada com um dos conquistadores espanhóis do Peru, Francisco de Grado y Maldonado que foi encomendeiro de Cuzco.
A princesa Catherine foi a terceira sobrinha de Salta guerreiro e herói argentino Martín Miguel de Güemes que por sua vez, estava relacionada com o Marquês do Vale do Tojo. A família materna da Máxima também é nobre, a sua mãe Maria del Carmen Cerruti Carricart é descendente direta de Carlo Cerruti, pai de Vittorio Cerruti que foi conde de Castiglione Falletto desde 1775. Além dessas personagens na família de Máxima encontram-se duques, marqueses, condes, viscondes, barões, senhores e fidalgos.

## Casamentos reais em que esteve presente

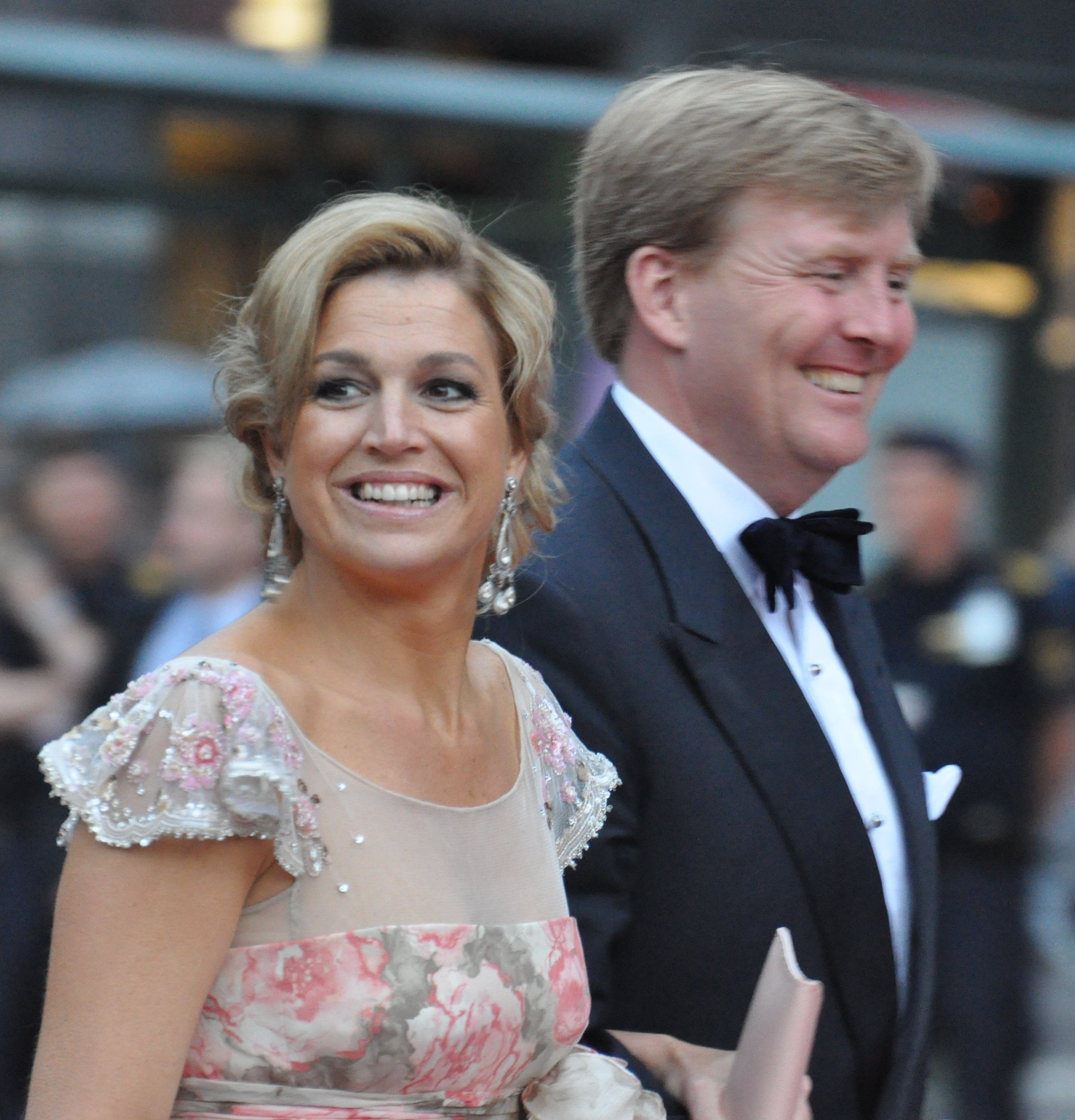
A princesa Máxima e o príncipe Guilherme Alexandre, no casamento da princesa Vitória da Suécia com Daniel Westling em junho 2010

Aqui está a lista dos casamentos reais em que a princesa Máxima dos Países Baixos esteve presente:
2001:
- Casamento de Haakon Magnus da Noruega e Mette-Marit

2002:
- Casamento de Marta Luísa da Noruega e Ari Behn

2004:
- Casamento de Frederico, Príncipe Herdeiro da Dinamarca e Mary Donaldson
- Boda de Filipe de Bourbon e Letícia Ortiz

2010:
- Casamento de Vitória, Princesa Herdeira da Suécia e Daniel Westling ´
- Casamento de Nicolau da Grécia e Dinamarca e Tatiana Blatnik

2011:
- Casamento de Guilherme, Duque de Cambridge e Catherine Middleton
- Casamento de Alberto II, Príncipe do Mónaco e Charlene Wittstock

2012:
- Casamento de Guilherme, Grão-Duque Herdeiro de Luxemburgo e Condessa Stéphanie de Lannoy
- Casamento de Carolina, Marquesa de Sala e Albert Brenninkmeijen

## Títulos, honras e armas
|  |  |  |

### Títulos e estilos
- 2002 a 2013 - Sua Alteza Real, a Princesa Máxima dos Países Baixos, Princesa de Orange-Nassau, Senhora de Amsberg
- Desde 2013 - Sua Majestade, a Rainha dos Países Baixos

### Honras
- : Grande Cruz da Ordem da Holanda
- : Grande Cruz da Ordem da Cruz
- : Ordem de Honra de Família do Brunei
- : Grande Cruz da Ordem do Cruzeiro do Sul
- : Grande Cruz da Ordem de Mérito do Chile
- : Grande Cruz da Ordem da Adolphe de Nassau
- : Membro da Ordem da Aztec Eagle
- : Membro da Ordem da Sultan Qaboos
- : Dama da Grande Cruz da Ordem de Isabella a Católica
- : Commandante da Grande Cruz da Ordem da Estrela Polar
- : Membro da União da Ordem
- : Grande-Colar da Ordem do Infante D. Henrique (10 de outubro de 2017)[4]
- : Grande-Colar da Ordem Militar de Cristo (10 de dezembro de 2024)[4]